# Lowestoft
Lowestoft er en by i Waveney distriktet, Suffolk, England, med et indbyggertal (pr. 2015) på 71.874. Byen ligger 166 km fra London. Den nævnes i Domesday Book fra 1086, hvor den kaldes Lothuwistoft.